# Каниц-Кристина
Ка́ниц-Кри́стина или Ко́нецы (нем. Canitz-Christina; в.-луж. Konjecyо файле) — деревня в Верхней Лужице, Германия. Входит в состав коммуны Кубшюц района Баутцен в земле Саксония. Подчиняется административному округу Дрезден.

## География
Располагается северо-восточнее административного центра коммуны Кубшюца.
Соседние населённые пункты: на севере — деревня Нове-Поршицы, на северо-востоке — деревня Кумшицы, на юге — деревня Вадецы и на западе — деревня Бошецы.

## История
Впервые упоминается в 1361 году под наименованием Conewicz.
С 1936 по 1973 года деревня входила в состав коммуны Кумшюц. С 1973 года входит в современную коммуну Кубшюц.
В настоящее время деревня входит в состав культурно-территориальной автономии «Лужицкая поселенческая область», на территории которой действуют законодательные акты земель Саксонии и Бранденбурга, содействующие сохранению лужицких языков и культуры лужичан.
Исторические немецкие наименования.
- Conewicz, 1361
- Coynewitz cristani, 1419
- Konewicz, 1441
- Conitz, 1455
- Cannitz, Conit(c)z, 1488
- Canabitz Cristina, 1550
- Canitz, 1552
- Canitz-Christina, 1752
- Canitz, wird insgemein Christina genannt, 1792

## Население
Официальным языком в населённом пункте, помимо немецкого, является также верхнелужицкий язык.
Согласно статистическому сочинению «Dodawki k statisticy a etnografiji łužickich Serbow» Арношта Муки в 1884 году в деревне проживало 176 человек (из них — 159 серболужичан (90 %)).
| 1834 | 1871 | 1890 | 1910 | 1925 | 1939 | 1946 | 1950 | 1964 |
| ---- | ---- | ---- | ---- | ---- | ---- | ---- | ---- | ---- |
| 142  | 157  | 168  | 151  | 144  | 212  | 298  | 289  | 243  |

## Достопримечательности
Памятники культуры и истории земли Саксония
- Каменный дорожный указатель, на дороге в сторону Вадица, 19 век (№ 09251915)
- Каменный дорожный указатель, Canitz-Christina 16, 1836 (№ 09252180)
- Жилой дом с хозяйственными постройками, Canitz-Christina 2, вторая половина 19 века (№ 09251918)
- Жилой дом, Canitz-Christina 7, 1807 год (№ 09251916)
- Жилой дом с хозяйственными постройками, Canitz-Christina 14, 1790 год (№ 09251917)